# Cornelius Oettle
Cornelius W. M. Oettle (* 21. November 1991 in Stuttgart) ist ein deutscher Satiriker, Journalist und Autor.

## Wirken
Journalistisch tätig war Oettle für die Stuttgarter Nachrichten. Für seine journalistische Arbeit erhielt er im Jahre 2020 den mit 5.000 Euro dotierten Alexander-Rhomberg-Preis. Als Satiriker schreibt Oettle unter anderem für das Satiremagazin Titanic, den Postillon, die taz sowie als Gagautor für Fernsehsendungen wie Die Anstalt oder Late Night Berlin. Das „Die Anstalt“-Drehbuch zum Nahostkonflikt, das Oettle mitverfasst hat, war 2024 für den Deutschen Fernsehpreis in der Rubrik „Bestes Buch Unterhaltung“ nominiert. In der Legislaturperiode seit 2019 arbeitete er zunächst als Assistent und Autor für den Abgeordneten der PARTEI (später parteilos), Nico Semsrott. Seit dessen Austritt aus der PARTEI arbeitet er im EU-Parlament als Redenschreiber für Martin Sonneborn sowie als dessen Sidekick im YouTube-Format „Bericht aus Brüssel“. Seit der Legislaturperiode 2024 arbeitet er auch als Redenschreiber der Schriftstellerin und EU-Abgeordneten Sibylle Berg.
Für sein Buch Meine Witze sind alle nur gecloud versuchte Oettle im Jahre 2023, sich als Satiriker von einer Künstlichen Intelligenz ersetzen zu lassen. In seiner Masterarbeit im Studienfach „Digital Humanities“ an der Universität Stuttgart hatte er sich bereits mit den Möglichkeiten maschineller Komikerkennung beschäftigt. Am Theater in Kempten arbeitet er in der Spielzeit 2023/2024 an einem Stück, das Künstliche Intelligenz mit Improvisation und Theater verbindet.
Oettle macht regelmäßig unterschiedliche Angaben, wofür „W“ und „M“ in seinem Vornamen stehen.

## Veröffentlichungen
- Das Geheimnis der Bären Apotheke Tettnang. Scribo Verlag, 2018, ISBN 978-3-947489-11-4.
- Kalendersprüche neu bebildert: Etwas ist nur unmöglich, wenn man glaubt, dass es das ist. Yes Publishing, 2022, ISBN 978-3-96905-207-5.
- Meine Witze sind alle nur gecloud. Yes Publishing, 2023, ISBN 978-3-96905-257-0.